# Liste des députés de l'Aveyron
 (mai 2025).
Liste des députés de l'Aveyron

## Cinquième République
L'Aveyron compte trois circonscriptions, qui correspondent grosso modo aux subdivisions d'Ancien Régime, à savoir le comté de Rodez (Rodez), la Basse Marche (Villefranche-de-Rouergue) et la Haute Marche (Millau). 
- La Première circonscription est composée des cantons de : Bozouls, Entraygues-sur-Truyère, Espalion, Estaing, Laguiole, Laissac, Marcillac-Vallon, Mur-de-Barrez, Rodez-Est, Rodez-Nord, Rodez-Ouest, Saint-Amans-des-Cots, Saint-Chély-d'Aubrac, Sainte-Geneviève-sur-Argence, Saint-Geniez-d'Olt.

- La Deuxième circonscription est composée des cantons de : Aubin, Baraqueville-Sauveterre, Capdenac-Gare, Conques, Decazeville, Montbazens, Najac, Naucelle, Rieupeyroux, Rignac, La Salvetat-Peyralès, Villefranche-de-Rouergue, Villeneuve.

- La Troisième circonscription est composée des cantons de : Belmont-sur-Rance, Camarès, Campagnac, Cassagnes-Bégonhès, Cornus, Millau-Est, Millau-Ouest, Nant, Peyreleau, Pont-de-Salars, Réquista, Saint-Affrique, Saint-Beauzély, Saint-Rome-de-Tarn, Saint-Sernin-sur-Rance, Salles-Curan, Sévérac-le-Château, Vézins-de-Lévézou.

### Dix-septième Législature 2024-
| Circonscription           | Député                | Parti | Parti | Suppléant          | Autre mandat                 |
| ------------------------- | --------------------- | ----- | ----- | ------------------ | ---------------------------- |
| Première circonscription  | Stéphane Mazars       |       | RE    | Pauline Cestrières |                              |
| Deuxième circonscription  | Laurent Alexandre     |       | LFI   | Dorothée Pic       | Conseiller municipal d'Aubin |
| Troisième circonscription | Jean-François Rousset |       | RE    | Yolène Pagès       |                              |

### Seizième Législature 2022-2024
| Circonscription           | Député                | Parti | Parti     | Suppléant          | Autre mandat                 |
| ------------------------- | --------------------- | ----- | --------- | ------------------ | ---------------------------- |
| Première circonscription  | Stéphane Mazars       |       | RE        | Pauline Cestrières |                              |
| Deuxième circonscription  | Laurent Alexandre     |       | LFI-NUPES | Dorothée Pic       | Conseiller municipal d'Aubin |
| Troisième circonscription | Jean-François Rousset |       | RE        | Simon Worou        |                              |

### Quinzième Législature 2017-2022
| Circonscription           | Député                                   | Parti | Parti | Suppléant                                                                                                 | Autre mandat                                                          |
| ------------------------- | ---------------------------------------- | ----- | ----- | --- | --------------------------------------------------------------------- |
| Première circonscription  | Stéphane Mazars                          |       | LREM  | Pauline Cestrieres                                                                                        |                                                                       |
| Deuxième circonscription  | Anne Blanc                               |       | LREM  | Stéphanie Viguier                                                                                         | Maire de Naucelle Conseillère départementale du Canton de Ceor-Ségala |
| Troisième circonscription | Arnaud Viala (Jusqu’au 31/07/21)         |       | LR    | Sébastien David                                                                                           |                                                                       |
| Troisième circonscription | Sébastien David (du 1/08/21 au 14/09/21) |       | LR    | Maire, conseiller départemental de Saint-Affrique Président délégué du Conseil Départemental de l'Aveyron |                                                                       |
| Troisième circonscription | Vacant depuis le 14 septembre 2021       |       |       | |                                                                       |

### Quatorzième Législature 2012-2017
| Circonscription           | Député                  | Parti | Parti                | Suppléant                          | Autre mandat                                                                  |
| ------------------------- | ----------------------- | ----- | -------------------- | ---------------------------------- | ----------------------------------------------------------------------------- |
| Première circonscription  | Yves Censi              |       | UMP                  | André Raynal                       |                                                                               |
| Deuxième circonscription  | Marie-Lou Marcel        |       | PS                   | Fabrice Veysseyre                  | Vice-présidente du Conseil régional de Midi-Pyrénées                          |
| Troisième circonscription | Alain Marc Arnaud Viala |       | UMP Les Républicains | Danièle Vergonnier Sébastien David | Conseiller général du canton de Saint-Rome-de-Tarn Maire de Vézins-de-Lévézou |

### Treizième Législature 2007-2012
Les députés élus le 16 juin 2007 sont :
| Circonscription           | Député           | Parti | Parti | Suppléant            | Autre mandat                                       |
| ------------------------- | ---------------- | ----- | ----- | -------------------- | -------------------------------------------------- |
| Première circonscription  | Yves Censi       |       | UMP   | André Raynal         |                                                    |
| Deuxième circonscription  | Marie-Lou Marcel |       | PS    | Jean-Michel Bouyssié | Conseillère régionale de Midi-Pyrénées             |
| Troisième circonscription | Alain Marc       |       | UMP   | Jacques Godfrain     | Conseiller général du canton de Saint-Rome-de-Tarn |

### Douzième Législature 2002-2007
Les députés élus le 16 juin 2002 sont :
| Circonscription           | Député           | Parti | Parti | Suppléant     | Autre mandat                      |
| ------------------------- | ---------------- | ----- | ----- | ------------- | --------------------------------- |
| Première circonscription  | Yves Censi       |       | UMP   | André Raynal  |                                   |
| Deuxième circonscription  | Serge Roques     |       | UMP   | Bernard Canac | Maire de Villefranche-de-Rouergue |
| Troisième circonscription | Jacques Godfrain |       | UMP   | Alain Marc    | Maire de Millau                   |

### Onzième Législature 1997-2002
Les députés élus le 1er juin 1997 sont :
| Circonscription           | Député           | Parti | Parti  | Suppléant      | Autre mandat                      |
| ------------------------- | ---------------- | ----- | ------ | -------------- | --------------------------------- |
| Première circonscription  | Jean Briane      |       | UDF-FD | Dominique Azam |                                   |
| Deuxième circonscription  | Jean Rigal       |       | PRS    | Pierre Gadéa   | Maire de Villefranche-de-Rouergue |
| Troisième circonscription | Jacques Godfrain |       | RPR    | Georges Privat | Maire de Millau                   |

### Dixième Législature 1993-1997
Les députés élus le 21 mars 1993 sont :
| Circonscription           | Député           | Parti | Parti   | Suppléant        | Autre mandat                                     |
| ------------------------- | ---------------- | ----- | ------- | ---------------- | ------------------------------------------------ |
| Première circonscription  | Jean Briane      |       | UDF-CDS | Jacques Delfieux |                                                  |
| Deuxième circonscription  | Serge Roques     |       | UDF-PR  | Bernard Canac    | Conseiller municipal de Villefranche-de-Rouergue |
| Troisième circonscription | Jacques Godfrain |       | RPR     | Georges Privat   | Maire de L'Hospitalet du Larzac                  |

### Neuvième Législature 1988-1993
Les députés élus le 5 juin 1988 sont :
| Circonscription           | Député           | Parti | Parti   | Suppléant        | Autre mandat                                                                                             |
| ------------------------- | ---------------- | ----- | ------- | ---------------- | --- |
| Première circonscription  | Jean Briane      |       | UDF-CDS | Jacques Delfieux | |
| Deuxième circonscription  | Jean Rigal       |       | MRG     | André Requi      | Maire de Villefranche-de-Rouergue                                                                        |
| Troisième circonscription | Jacques Godfrain |       | RPR     | Georges Privat   | Maire de Millau Remplacé par Georges Privat le 19 juin 1995 à la suite de sa nomination au gouvernement. |

### Huitième Législature 1986-1988
En 1986, les députés sont élus au scrutin proportionnel plurinominal par département.
Les députés élus le 16 mars 1986 sont :
| Liste   | Député           | Parti | Parti   | Suppléant        | Autre mandat                      |
| ------- | ---------------- | ----- | ------- | ---------------- | --------------------------------- |
| MRG     | Jean Rigal       |       | MRG     | pas de suppléant | Maire de Villefranche-de-Rouergue |
| RPR-UDF | Jean Briane      |       | UDF-CDS | pas de suppléant |                                   |
| RPR-UDF | Jacques Godfrain |       | RPR     | pas de suppléant | Maire de Millau                   |

### Septième Législature 1981-1986
Les députés élus le 14 juin 1981 sont :
| Circonscription           | Député           | Parti | Parti   | Suppléant      | Autre mandat                      |
| ------------------------- | ---------------- | ----- | ------- | -------------- | --------------------------------- |
| Première circonscription  | Jean Briane      |       | UDF-CDS | Marcel Escalié |                                   |
| Deuxième circonscription  | Jean Rigal       |       | MRG     | André Delannes | Maire de Villefranche-de-Rouergue |
| Troisième circonscription | Jacques Godfrain |       | RPR     | Robert Azam    | Conseiller municipal de Millau    |

### Sixième Législature 1978-1981
Les députés élus le 19 mars 1978 sont :
| Circonscription           | Député           | Parti | Parti   | Suppléant      | Autre mandat                                                                             |
| ------------------------- | ---------------- | ----- | ------- | -------------- | ---------------------------------------------------------------------------------------- |
| Première circonscription  | Jean Briane      |       | UDF-CDS | Marcel Escalié |                                                                                          |
| Deuxième circonscription  | Robert Fabre     |       | MRG     | André Requi    | Remplacé par Jean Rigal le 30 novembre 1980 à la suite de sa nomination comme médiateur. |
| Troisième circonscription | Jacques Godfrain |       | RPR     | Robert Azam    | Conseiller municipal de Millau                                                           |

### Cinquième Législature 1973-1978
| Circonscription           | Député       | Parti | Parti            | Suppléant        | Autre mandat |
| ------------------------- | ------------ | ----- | ---------------- | ---------------- | --- |
| Première circonscription  | Jean Briane  |       | Centre démocrate | Marcel Escalié   | |
| Deuxième circonscription  | Robert Fabre |       | MRG              | Lucien Orsane    | Maire de Villefranche-de-Rouergue                                                                                                |
| Troisième circonscription | Jean Gabriac |       | UDR              | Pierre Montredon | Maire de Millau Conseiller général du Canton de Millau Remplacé le 29 octobre 1976 par Pierre Montredon à la suite de son décès. |

### Quatrième Législature (1968-1973)
| Circonscription           | Député                    | Parti | Parti | Suppléant      | Autre mandat |
| ------------------------- | ------------------------- | ----- | ----- | -------------- | --- |
| Première circonscription  | Roland Boscary-Monsservin |       | CNI   | Raymond Cayrel | Remplacé le 5 décembre 1971 par Jean Briane (Centre démocrate) à la suite de son élection au Sénat (26 septembre 1971). |
| Deuxième circonscription  | Robert Fabre              |       | MRG   | Lucien Orsane  | Maire de Villefranche-de-Rouergue                                                                                       |
| Troisième circonscription | Louis-Alexis Delmas       |       | UDR   | Jean Gabriac   | Conseiller général du Canton de Salles-Curan Remplacé le 4 février 1973 par Jean Gabriac à la suite de son décès.       |

### Troisième Législature (1967-1968)
| Circonscription           | Député                    | Parti | Parti | Suppléant      | Autre mandat                      |
| ------------------------- | ------------------------- | ----- | ----- | -------------- | --------------------------------- |
| Première circonscription  | Roland Boscary-Monsservin |       | CNI   | Raymond Cayrel | Maire de Rodez                    |
| Deuxième circonscription  | Robert Fabre              |       | PRRRS | Lucien Orsane  | Maire de Villefranche-de-Rouergue |
| Troisième circonscription | Louis-Alexis Delmas       |       | UD-Ve | Jean Gabriac   |                                   |

### Deuxième Législature (1962-1967)
| Circonscription           | Député                    | Parti | Parti | Suppléant       | Autre mandat                      |
| ------------------------- | ------------------------- | ----- | ----- | --------------- | --------------------------------- |
| Première circonscription  | Roland Boscary-Monsservin |       | CNI   | Raymond Cayrel  |                                   |
| Deuxième circonscription  | Robert Fabre              |       | PRRS  | Jean Centres    | Maire de Villefranche-de-Rouergue |
| Troisième circonscription | Roger Julien              |       | MRP   | Charles Dutheil |                                   |

### Première Législature (1958-1962)
| Circonscription           | Député                    | Parti | Parti | Suppléant         | Autre mandat    |
| ------------------------- | ------------------------- | ----- | ----- | ----------------- | --------------- |
| Première circonscription  | Roland Boscary-Monsservin |       | CNI   | Raymond Cayrel    |                 |
| Deuxième circonscription  | Albert Trébosc            |       | CNI   | Hubert Bouyssière |                 |
| Troisième circonscription | Charles Dutheil           |       | MRP   | Louis Roques      | Maire de Millau |

## IVeRépublique

### Ire législature de la Quatrième République française: (1946 - 1951)
- Guy de Boysson (PCF), élu à l'assemblée de l'union française, remplacé le 15 septembre 1948 par Edmond Ginestet (PCF)
- Paul Ramadier (SFIO)
- Jean Solinhac (MRP)
- Emmanuel Temple (RI)

### IIe législature de la Quatrième République française: (1951 - 1955)
Jean Solinhac (MRP)
Robert Laurens (Centre républicain d'action paysanne et sociale et des démocrates indépendants)
Roland Boscary-Monsservin (RI)
Emmanuel Temple (RI)

### IIIe législature de la Quatrième République française: (1956 - 1958)
Paul Ramadier (SFIO)
Roland Boscary-Monsservin (CNI)
Emmanuel Temple (CNI)
René Icher (UFF)

## IIIeRépublique

### Assemblée nationale(1871-1876)
- Alfred Deseilligny (Centre gauche - Centre droit)
- Jean Delsol (Centre droit)
- Antoine Barascud (Centre droit)
- Pierre Pradié (Centre droit)
- Henri Izarn de Freissinet de Valady (Union des Droites, Monarchiste)
- Victor de Bonald (Centre droit)
- Adolphe Boisse (Centre droit)
- Louis Lortal (Union des Droites, Monarchiste)

### Irelégislature(1876-1877)
- Alfred Cibiel
- Antoine Mas
- François Camille Roques
- Antoine Barascud
- Louis Azémar
- Henri Izarn de Freissinet de Valady
- Étienne Médal

### IIelégislature(1877-1881)
- Léon Baduel d'Oustrac
- Alfred Cibiel
- Antoine Mas
- François Camille Roques
- Antoine Barascud
- Louis Azémar
- Étienne Médal

### IIIelégislature(1881-1885)
- Émile Devic démissionne en 1884, remplacé par Louis Denayrouze
- Joseph Fabre
- Lucien Rodat
- Alfred Cibiel
- Jules Cayrade
- Jean-Baptiste Mallevialle
- Antoine Mas

### IVelégislature(1885-1889)
- Henri Calvet-Rognat
- Louis de Montéty
- François Camille Roques décédé en 1887, remplacé par Lucien Rodat
- Alfred Cibiel
- Norbert de Benoit
- Antoine Barascud

### Velégislature(1889-1893)
- Rodez-2 : Gaston Roques, Droite
- Rodez-1 : Louis de Montéty, Droite
- Villefranche-1 : Alfred Cibiel, Droite
- Espalion : Norbert de Benoit, Droite
- Villefranche-2 : Émile Maruéjouls, Républicain
- Millau : Claude Clausel de Coussergues, Républicain
- Saint-Affrique : Antoine Barascud, Droite

Source : journal Le Temps du 24 septembre et du 8 octobre 1889 sur Gallica,.

### VIelégislature(1893-1898)
- Millau : Claude Clausel de Coussergues, Républicain, décédé en 1896, remplacé par Gabriel Vidal de Saint-Urbain, Républicain
- Rodez-1 : Louis Lacombe, Républicain
- Espalion : Pierre Labarthe, Républicain
- Saint-Affrique : Paul Fournol, Républicain
- Villefranche-1 : Alfred Cibiel, Droite
- Rodez-2 : Charles Caussanel, Républicain
- Villefranche-2 : Émile Maruéjouls, Républicain

Source : journal Le Temps du 22 août et du 5 septembre 1893 sur Gallica,.

### VIIelégislature(1898-1902)
- Rodez-1 : Joseph Monsservin, Républicain
- Espalion : Joseph Massabuau, Radical
- Rodez-2 : Édouard Gaffier, Républicain
- Millau : Gabriel Vidal de Saint-Urbain, Républicain
- Saint-Affrique : Paul Fournol, Républicain
- Villefranche-1 : Alfred Cibiel, Monarchiste
- Villefranche-2 : Émile Maruéjouls, Républicain

Source : journal Le Temps du 10 mai et du 24 mai 1898 sur Gallica,.

### VIIIelégislature(1902-1906)
- Millau : André Balitrand, Radical
- Espalion : Joseph Massabuau, Conservateur
- Rodez-2 : Édouard Gaffier, Républicain
- Rodez-1 : Louis Lacombe, Radical
- Saint-Affrique : Léonce de Curières de Castelnau, Conservateur
- Villefranche-1 : Alfred Cibiel, Conservateur
- Villefranche-2 : Émile Maruéjouls, Radical

Source : journal Le Temps du 29 avril et du 13 mai 1902 sur Gallica,.

### IXelégislature(1906-1910)
- Saint-Affrique : Léonce de Curières de Castelnau, Libéral, décédé le 29 mars 1909, remplacé par Étienne Fournol, Radical (Gauche démocratique), élu le 2 mai 1909
- Villefranche-2 : Émile Maruéjouls, Républicain (Gauche radicale), décédé le 22 octovre 1908, remplacé par Jules Albert Cabrol, Socialistes unifiés, élu le 27 décembre 1908
- Millau : André Balitrand, Radical
- Rodez-1 : Joseph Monsservin, Libéral
- Espalion : Joseph Massabuau, Conservateur
- Rodez-2 : Édouard Gaffier, Libéral
- Villefranche-1 : Alfred Cibiel, Conservateur

Sources : Journal Le Temps du 6 et du 22 mai 1906 sur Gallica - ,.

### Xelégislature(1910-1914)
- Saint-Affrique : Étienne Fournol, Gauche démocratique
- Villefranche-2 : Jules Albert Cabrol, Socialistes unifiés
- Millau : André Balitrand, Gauche radicale
- Rodez-1 : Joseph Monsservin, Républicain progressiste, élu sénateur en 1912, remplacé par Bernard Augé, Action libérale, élu le 25 février 1912
- Espalion : Joseph Massabuau, Action libérale
- Rodez-2 : Édouard Gaffier, Républicain progressiste
- Villefranche-1 : Alfred Cibiel, Droites

Sources : Journal Le Temps du 24 avril et du 8 mai 1910 sur Gallica - ,.

### XIelégislature(1914-1919)
- Saint-Affrique : Joseph de Curières de Castelnau, non-inscrit (candidat catholique)
- Villefranche-2 : Jules Albert Cabrol, SFIO
- Villefranche-1 : Alfred Cibiel, Droites, décédé le 14 juillet 1914, non remplacé
- Millau : André Balitrand, Radical socialiste
- Rodez-2 : Édouard Gaffier, Gauche démocratique
- Espalion : Antoine Talon, Gauche radicale
- Rodez-1 : Bernard Augé, Action libérale

Sources : Journal Le Temps du 28 avril et du 12 mai 1914 sur Gallica - ,.

### XIIelégislature(1919-1924)
Les élections législatives de 1919 furent organisées au scrutin proportionnel de liste. Elles marquèrent au niveau national la victoire du "Bloc national" de centre-droit.
Liste républicaine de défense nationale et de progrès social
- Édouard de Castelnau, Entente républicaine démocratique
- Bernard Augé, Entente républicaine démocratique
- Jean Molinié, Entente républicaine démocratique
- Joseph Coucoureux, Entente républicaine démocratique
- Gaston Roques, Entente républicaine démocratique
- Henri Roquette, Entente républicaine démocratique

Liste d'union républicaine de gauche
- Eugène Raynaldy, Gauche républicaine démocratique

Source : Barodet, sur le site de l'Assemblée Nationale - https://bibnum.sciencespo.fr/s/catalogue/ark:/46513/sc16m2kz#?c=&m=&s=&cv=

### XIIIelégislature(1924-1928)
Les élections législatives de 1924 furent organisées au scrutin proportionnel de liste. Elles marquèrent au niveau national national la victoire du "Cartel des gauches".
Liste de défense républicaine
- Eugène Raynaldy, Gauche républicaine démocratique
- Jean Molinié, Non-inscrit
- Émile Borel, Parti radical et radical-socialiste
- André Balitrand, Parti radical et radical-socialiste

Liste républicaine de paix nationale et de progrès social
- Joseph Coucoureux, Union républicaine démocratique

Source : Barodet, sur le site de l'Assemblée Nationale - https://bibnum.sciencespo.fr/s/catalogue/ark:/46513/sc16m1m0#?c=&m=&s=&cv=

### XIVelégislature(1928-1932)
Les élections législatives furent au scrutin d'arrondissement majoritaire à deux tours de 1928 à 1936.
- Espalion : Henri Roquette, Union républicaine démocratique, décédé le 17 avril 1930, remplacé par Jean Niel, Républicain d'Union nationale, élu le 20 juillet 1930
- Villefranche : Paul Ramadier, SFIO
- Saint-Affrique : Émile Borel, Indépendant de Gauche
- Millau : Jean Molinié, Indépendant de Droite
- Rodez : Louis Bonnefous, Union républicaine démocratique

Source : Élections législatives 22-29 avril 1928 de Georges Lachapelle - https://gallica.bnf.fr/ark:/12148/bpt6k320439r.texteImage#

### XVelégislature(1932-1936)
- Espalion : Jean Niel, Indépendant d'action économique, sociale et paysanne
- Villefranche : Paul Ramadier, Parti socialiste de France
- Saint-Affrique : Émile Borel, Parti républicain socialiste
- Millau : Jean Molinié, Indépendants (Droite)
- Rodez : Louis Bonnefous, Fédération républicaine

### XVIelégislature(1936-1940)
- Millau : François Martin, Fédération républicaine
- Saint-Affrique : Emmanuel Temple, Fédération républicaine
- Espalion : Jean Niel, Indépendants républicains (Droite)
- Villefranche : Paul Ramadier, Union socialiste républicaine
- Rodez : Joseph Bastide, Fédération républicaine

## Second Empire

### Irelégislature(1852-1857)
- Pierre Calvet-Rognat
- Auguste Nougarède de Fayet décédé en 1853, remplacé par Auguste Chevalier (homme politique)
- Louis Girou de Buzareingues

### IIelégislature(1857-1863)
- Pierre Calvet-Rognat
- Auguste Chevalier (homme politique)
- Louis Girou de Buzareingues

### IIIelégislature(1863-1869)
- Pierre Calvet-Rognat
- Auguste Chevalier (homme politique) décédé en 1868
- Louis Girou de Buzareingues

### IVelégislature(1869-1870)
- Alfred Deseilligny
- Pierre Calvet-Rognat
- Louis Girou de Buzareingues

## IIeRépublique
Élections au suffrage universel masculin à partir de 1848

### Assemblée nationale constituante (1848-1849)
- Pierre Pradié
- Étienne Médal
- Édouard Dubruel
- Henri Pierre Rodat
- Émile Vézin
- Louis Vernhette
- Joseph Abbal
- Joseph-Marie Grandet
- Guillaume d'Albis du Salze
- Jacques Affre-Saint-Romme

### Assemblée nationale législative (1849-1851)
- Pierre Pradié
- Henri Pierre Rodat
- Jean Denayrouse
- Émile Vézin
- Louis Vernhette
- Guillaume d'Albis du Salze
- Joseph Marie Combes
- Auguste de Balsac

## Chambre des députés (Monarchie de Juillet)

### IreLégislature(1830-1831)
- Auguste de Balsac
- Joseph Delauro
- Pierre Rodat d'Olemps
- Guillaume de Benoit
- Pierre Barthélémy de Nogaret

### IIeLégislature(1831-1834)
- Joseph-Léonard Decazes
- François Charles Vernhes
- Jean-Pierre Raymond Merlin
- Claude Daude
- Pierre Barthélémy de Nogaret

### IIIeLégislature(1834-1837)
- Anicet Blanc de Guizard
- Auguste de Balsac
- François Charles Vernhes
- Jean-Pierre Raymond Merlin
- Pierre Barthélémy de Nogaret

### IVeLégislature(1837-1839)
- Vincent Cibiel
- Anicet Blanc de Guizard
- François Charles Vernhes
- Jean-Pierre Raymond Merlin
- Pierre Barthélémy de Nogaret

### VeLégislature(1839-1842)
- Jean-Pierre Raymond Merlin décédé en 1839, remplacé par Hippolyte de Monseignat
- Vincent Cibiel
- Anicet Blanc de Guizard
- Guillaume Amans Pons
- Pierre Barthélémy de Nogaret décédé en 1841 Remplacé par Louis Philippe de Gaujal-Saint-Maur
- François Charles Vernhes

### VIeLégislature(1842-1846)
- Hippolyte de Monseignat, démissionne en 1844 remplacé par Michel Chevalier
- Vincent Cibiel
- Guillaume Amans Pons
- Louis Philippe de Gaujal-Saint-Maur
- François Charles Vernhes

### VIIeLégislature(17/08/1846-24/02/1848)
- Vincent Cibiel
- Pierre-Marie de Courtois
- François Gracchus Cabrol
- Guillaume Amans Pons
- Louis Philippe de Gaujal-Saint-Maur

## Chambre des députés des départements (2eRestauration)

### Irelégislature(1815–1816)
- Joseph Delauro
- Pierre-François Flaugergues
- Jean-Claude Clausel de Coussergues
- Louis de Bonald

### IIelégislature(1816-1823)
- Joseph Delauro
- Charles-François-Alexandre de Mostuéjouls
- Pierre Jean Joseph Dubruel
- Jean-Claude Clausel de Coussergues
- Louis de Bonald

### IIIelégislature(1824-1827)
- Amans Joseph Henri de Séguret
- Joseph Delauro
- Charles-François-Alexandre de Mostuéjouls
- Pierre Jean Joseph Dubruel
- Jean-Claude Clausel de Coussergues

### IVelégislature(1828-1830)
- Georges Humann
- Joseph Delauro
- Amédée-Hippolyte-Marie-Antoine de Mostuéjouls
- Guillaume de Benoit
- Jean Blaise Vernhette
- Pierre Barthélémy de Nogaret
- Pierre Jean Joseph Dubruel

### Velégislature(23 juin 1830-28 juillet 1830)
- Auguste de Balsac
- Joseph Delauro
- Pierre Rodat d'Olemps
- Guillaume de Benoit
- Pierre Barthélémy de Nogaret

## Chambre des représentants (Cent-Jours)
- Jean-Baptiste Solignac
- François Charles Vernhes
- Jean-Pierre Raymond Merlin
- Pierre-François Flaugergues
- Félix Hippolyte Monseignat du Cluzel
- Jean Augustin Carrié de Boissy
- Jean-François Vezin

## Chambre des députés des départements (1reRestauration)
- Pierre-François Flaugergues
- Jean-François Vezin
- Jean-Claude Clausel de Coussergues

## Corps législatif(1800-1814)
- Pierre-François Flaugergues
- Jean-Louis Antoine Rouvelet
- Félix Hippolyte Monseignat du Cluzel
- Jean-François Vezin
- Jean-Claude Clausel de Coussergues
- Antoine François Rodat d'Olemps
- Gilles de Grandsaigne

## Conseil des Cinq-Cents(1795-1799)
- Jean-Louis Antoine Rouvelet
- Jean-Antoine Cambe
- Félix Hippolyte Monseignat du Cluzel
- Pierre Barthélémy de Nogaret
- Jean-François Vezin
- Pierre Jean Joseph Dubruel
- Simon Camboulas
- François-Régis de Ginestel-Persegals
- Jean-Pierre Félix Roux
- Jean Étienne Robert Pons-Saint-Martin
- Charles Saint-Martin-Valogne
- Valentin Perrin-Lasfargues
- Louis Bernard de Saint-Affrique
- Jean-Baptiste Capblat

## Convention nationale(1792-1795)
- Jacques d'Yzarn de Valady
- Joseph-Henri Lacombe
- Simon Camboulas
- François Chabot
- Jean-Pierre Félix Roux
- Louis Louchet
- Charles Saint-Martin-Valogne
- Louis Bernard de Saint-Affrique
- Jean-Louis Second
- Jean-Baptiste Bô
- Louis Lobinhes

## Assemblée législative (1791-1792)
- Antoine Molinier
- Pierre Barthélémy de Nogaret
- Jacques Constant-Saint-Estève
- François Lortal
- François Pomiès
- Étienne Bosc
- Jean-Baptiste Bô
- Jean-François Arssaud
- Louis de Bourzès